# کانتر استرایک (بازی ویدئویی)
کانتر استرایک (به انگلیسی: Counter-Strike) (مخفف:CS) (همچنین با عنوان‌های هف لایف: کانتر استرایک یا کانتر استرایک ۱٫۶ نیز شناخته می‌شود) یک بازی تیراندازی اول شخص تاکتیکی است که توسط شرکت ولو ساخته شده‌است. این بازی ابتدا به عنوان یک مود برای بازی هف لایف در سال ۱۹۹۹ منتشر شد و سپس به صورت یک محصول فیزیکی جدا در سال ۲۰۰۰ عرضه پیدا کرد. این بازی اولین قسمت از سری کانتر استریک است. چندین بازسازی و پورت برای ایکس‌باکس و همچنین مک اواس و لینوکس منتشر شده‌است.
در مکان‌های مختلف، بازیکنان نقش نیروهای ضد تروریستی و شبه نظامیان تروریستی را بر عهده می‌گیرند. در طول هر دور از روند بازی، دو تیم وظیفه دارند تا از طریق دستیابی به اهداف مخصوص خود یا از بین بردن تمامی مبارزان دشمن، تیم دیگری را شکست دهند. هر بازیکن می‌تواند سلاح‌ها و لوازم جانبی خود را در ابتدای هر دور سفارشی کند و پس از پایان هر دور، بازیکنان با توجه به عملکردشان پول و اعتباری دریافت می‌کنند که می‌توانند از آنها برای راند بعدی استفاده کنند.

## گیم‌پلی
بازی کانتر استرایک در سبک تیراندازی تاکتیکی با دوربین اول شخص است. بازی در حالی آغاز می‌شود که بازیکنان در مکان مخصوص خود قرار گرفته و در اغلب موارد در حالت انتظار برای شروع هستند. یک بازیکن می‌تواند در هر گروه مدل‌های مختلفی از شخصیت را انتخاب کند و همچنین توانایی خرید هر نوع از اسلحه را دارد.